# Guñelve
A Guñelve ( magyar leírás szerint gunyelve, mapucse nyelven: Wünelfe / Wüṉyelfe, szó szerinti fordítása 'a hajnalhozó'), néha Arauko csillagának is nevezik, a Dél-Amerikai mapucsék egyik jelképe, egy nyolcágú csillag.

A guñelve vektorgrafikus rajza.

Az esthajnalcsillagot (Vénusz bolygó) jelképezi, de tévesen azt is gondolták, hogy a canelo fát ábrázolja, amelyet a mapucsék szentnek tartanak.

## Ábrázolás
A wünelfe vagy guñelve néha megjelenik a mapucsék hangszerén, a kultrung dobon a Nap (Antu) és a Hold (Kuyén) között, egy kör alakú mintában, ez a jelkép a mapucsék világképét tükrözi.
Leírták azt is, hogy a mapucse seregek két zászlón is használták a csillagot az Arauco-háborúban, bár ezek koráról nincs biztos forrás:
- Egy 1839-es krónika szerint az első zászló fehér guñelve-t ábrázolt kék háttér előtt,[2] a mapucse csapatok a 18. század elején használták. hasonlóan a mai chilei zászlóhoz.
- A második zászlót Lautaro (1534-1557 körül) törzsfőnök használta; fehér nyolcágú csillag, körülötte kék-fehér lépcsőzetes csillag minta, vörös-fehér háttér előtt. A gunyelve legismertebb művészi ábrázolása, a Fray Pedro Subercaseaux által készített El joven Lautaro (1946) című festmény is ezt a zászlót jeleníti meg.[3][4]

A fehér csillag Chile jelenlegi zászlaján is szerepel, annak bal felső sarkában. Bernardo O'Higgins szerint – aki 1817-ben, a zászló bevezetésekor a terület kormányzója volt és a Lautaro páholy tagja – az ötágú csillag a szabadkőművesek által tervezett „Arauco csillaga” volt. Az eredeti tervekben a nagy csillagnak beleül nyolc ága volt, tehát a guñelve szerepelt, így az európai és az őslakos hagyományok ötvözetét jelképezte. Később a tervet leegyszerűsítették, és csak egy, ötágú csillag maradt meg.

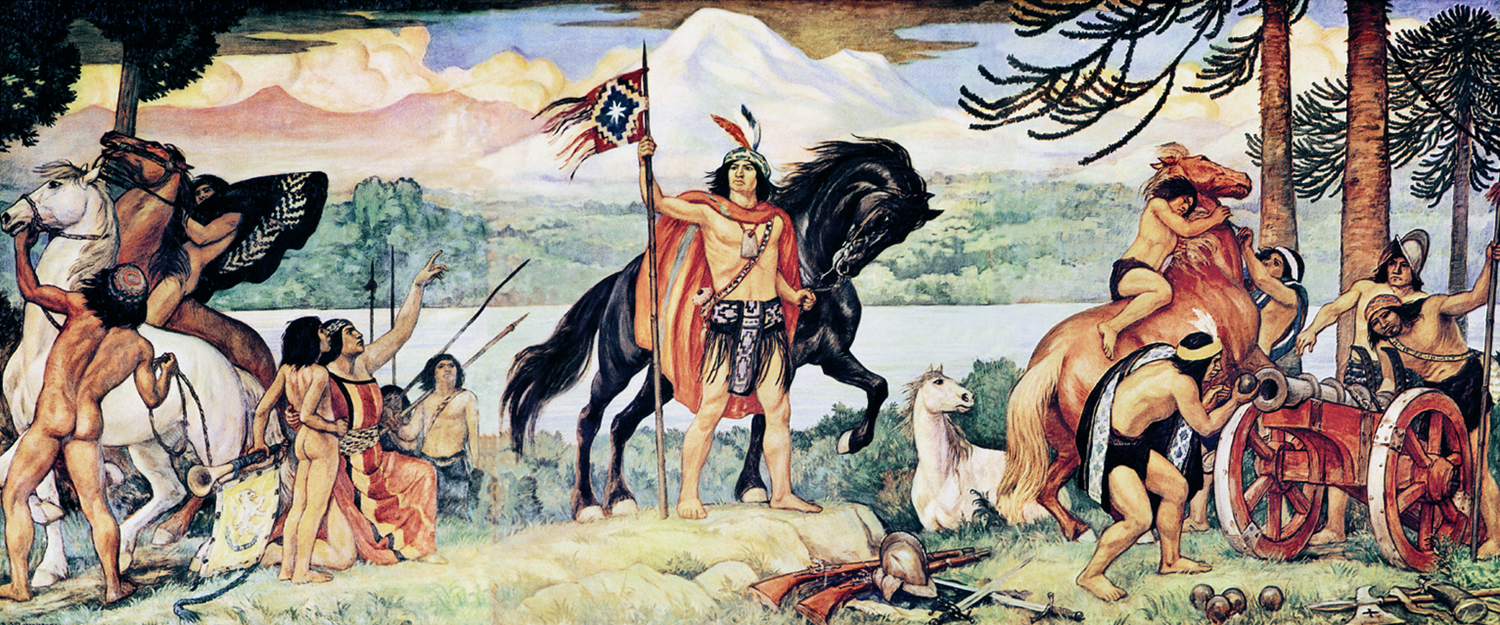
Az El joven Lautaro festmény: Lautaro a guñelve zászlóval.

## A popkultúrában
A guñelve ábrázolása nem korlátozódik csak a mapucsék hagyományaira vagy a chilei hősök megihletésére; például a 2015-ös chilei Copa América során a tervezők a torna logójának a chilei zászló ötágú csillagát és a labda közepén a guñelve-t választották.

## Képek

Régi mapucse zászló kék alapszínnel, a gunyelve ábrázolásával.
Mapucse zászló, amely az ősök elbeszélése szerint a hajnalcsillagot, az elsőt, az útmutató csillagot jelképezi.
Lautaro törzsfőnök zászlaja, amelyet a feljegyzések szerint még a 18. században is használtak.
Bernardo O'Higgins eredeti zászlóterve Chile számára, 1819 és 1834 között az ország tengeri lobogója volt.
Chile jelenlegi zászlaja.

## Fordítás
- Ez a szócikk részben vagy egészben  a   Guñelve című angol Wikipédia-szócikk ezen változatának fordításán alapul.  Az eredeti cikk szerkesztőit annak laptörténete sorolja fel. Ez a jelzés csupán a megfogalmazás eredetét és a szerzői jogokat jelzi, nem szolgál a cikkben szereplő információk forrásmegjelöléseként.
- Ez a szócikk részben vagy egészben  a   Guñelve című spanyol Wikipédia-szócikk ezen változatának fordításán alapul.  Az eredeti cikk szerkesztőit annak laptörténete sorolja fel. Ez a jelzés csupán a megfogalmazás eredetét és a szerzői jogokat jelzi, nem szolgál a cikkben szereplő információk forrásmegjelöléseként.